# Firewatch
A Firewatch belső nézetű kaland-videójáték, melyet a Campo Santo fejlesztett és a Panic jelentetett meg Microsoft Windows, OS X, Linux, PlayStation 4 és Xbox One platformokra. A Firewatch volt mindkét cég bemutatkozó videójátéka. A Firewatch egy önkéntes tűzfigyelő történetét meséli el az 1988-as yellowstone-i tűz utóhatása során.

## Játékmenet
A Firewatch 1989-ben, a wyomingi vadonban játszódik. A játékosok egy önkéntes tűzfigyelő, Henry (Rich Sommer) szerepét öltik magukra, akit egy a Shoshone Nemzeti Erdőben található tűzfigyelő-toronyba osztanak be. Henry a környező területek bebarangolásával a közelben történő titokzatos, a tornya kifosztásához és a távolból néha őt figyelő alakhoz kapcsolódó eseményekről tár fel nyomokat. Henry egyetlen kommunikációs formája egy walkie-talkie, melyen keresztül felettesével, Delilahval (Cissy Jones) áll összeköttetésben. Amikor a játékosok új interaktív tárgyakat és a környezeteket fedeznek fel, akkor számos párbeszéd-lehetőség közül választhatnak beszélgetéseik során, de nem feltétlenül kell válaszolniuk. A játékosok válaszai határozzák meg, hogy milyen kapcsolatot építenek ki Delilahval. A történet előrehaladtával új területek nyílnak meg a játékosok számára. A játékban nappal-éjszaka ciklus is van, de az idő csak abban az esetben halad tovább, ha a játékos sikeresen teljesíti az adott időszakasz összes feladatát.

## Fejlesztés
A Firewatch a San Franciscó-i székhelyű, a Telltale Games The Walking Dead kreatív vezetői, Jake Rodkin és Sean Vanaman; a Mark of the Ninja vezetőtervezője, Nels Anderson, illetve Olly Moss művész által alapított Campo Santo első videójátéka. A Firewatch  zenéjét Chris Remo szerezte. A játékot a Unity játékmotor hajtja.
A Firewatch fejlesztését Moss egyik festménye alapján kezdték meg. Jane Nget, a Campo Santo vezető környezeti művészét bízták meg, hogy Moss kulcsképét háromdimenziós környezetekké alakítsa, miközben megtartja Moss stilizált, elemi művészi elképzelését. A korábban elsősorban grafikai tervezési munkáiról ismert Mosshoz csatlakozott Vanaman és Rodkin tapasztalt játékfejlesztők, majd megalapították a Campo Santót. Moss a kulcskép elkészítésében a National Park Service New Deal-kori posztereit utánozta, mind a színpaletta, mind az ikonográfia tekintetében. A Firewatch walkie-talkie interakcióját a BioShock játékos és Atlas közötti kapcsolata, illetve a The Walking Dead párbeszédrendszere ihlette. A játék fejlesztőcsapata a Yosemite Nemzeti Parkba is elutazott, hogy ihletet merítsenek a játékhoz. A játékra részben Vanaman és Anderson vidéki wyomingi gyermekkora is hatással volt.
A játék belső nézetből, Henry szemszögéből játszódik, Delilahval kizárólag a walkie-talkie-n keresztül lehet beszélgetni. Erre a játékmenetbeli döntésére azért került sor, mivel ezzel a fejlesztőcsapat elkerülte a szájszinkron használatát és csökkentette az animációk mennyiségét, mivel ezek rendkívül drágák lettek volna a csapat korlátozott létszáma és erőforrásai miatt. Anderson elmondása szerint ezek hozzáadása a játékhoz megvalósíthatatlan lett volna a csapat számára.
A játékot 2014 márciusában jelentették be, 2015-re kitűzött megjelenéssel. A vállalat a Game Developers Conference-en, a főépülettől távol nyilvános játéktesztet tartott, míg Jane Ng The Art of Firewatch címen megbeszélést tartott a játék tervezéséről és esztétikájáról. 2015 júniusában a csapat ellátogatott az Electronic Entertainment Expóra, ahol megerősítették, hogy a játékot annak egyetlen konzolos változataként PlayStation 4-re is meg fogják jelentetni.

## Fogadtatás
| Összegzőoldal | Értékelés                |
| ------------- | ------------------------ |
| Metacritic    | (PC) 81/100 (PS4) 76/100 |

| Szerző         | Értékelés |
| -------------- | --------- |
| Destructoid    | 8/10      |
| Game Informer  | 7,75/10   |
| GameSpot       | 7/10      |
| GamesRadar+    | [ 19 ]    |
| Giant Bomb     | [ 20 ]    |
| IGN            | 9,3/10    |
| PC Gamer (US)  | 85/100    |
| Polygon        | 8,5/10    |
| VideoGamer.com | 8/10      |

A Firewatch túlnyomórészt pozitív kritikai fogadtatásban részesült. A Metacritic kritikaösszegző weboldalon a játék Microsoft Windows-verziója 65 kritika alapján 81/100-as, míg a PlayStation 4-verziója 45 kritika alapján 76/100-as pontszámon áll.

## Fordítás
- Ez a szócikk részben vagy egészben  a   Firewatch című angol Wikipédia-szócikk ezen változatának fordításán alapul.  Az eredeti cikk szerkesztőit annak laptörténete sorolja fel. Ez a jelzés csupán a megfogalmazás eredetét és a szerzői jogokat jelzi, nem szolgál a cikkben szereplő információk forrásmegjelöléseként.